# Jim Gurfein
Jim Gurfein (New York, 4 gennaio 1961) è un ex tennista statunitense.

## Carriera
In carriera ha vinto un titolo di doppio, il Cairo Open nel 1982, in coppia con il connazionale Drew Gitlin. Nei tornei del Grande Slam ha ottenuto il suo miglior risultato raggiungendo il secondo turno nel singolare agli Australian Open nel 1981 e 1983 e all'Open di Francia nel 1983, e nel doppio agli US Open nel 1982.

## Statistiche

### Singolare

#### Finali perse (1)
| Numero | Anno             | Torneo                          | Superficie | Avversario in finale | Punteggio |
| 1.     | 21 novembre 1982 | Bangkok Tennis Classic, Bangkok | Sintetico  | Mike Bauer           | 1-6, 2-6  |

### Doppio

#### Vittorie (1)
| Numero | Anno             | Torneo               | Superficie  | Compagno    | Avversari in finale              | Punteggio |
| 1.     | 28 febbraio 1982 | Cairo Open, Il Cairo | Terra rossa | Drew Gitlin | Heinz Günthardt Markus Günthardt | 6-4, 7-5  |

#### Finali perse (3)
| Numero | Anno             | Torneo                           | Superficie  | Compagno       | Avversari in finale          | Punteggio |
| 1.     | 27 febbraio 1981 | Bordeaux Open, Bordeaux          | Terra rossa | Anders Järryd  | Andrés Gómez Belus Prajoux   | 5-7, 3-6  |
| 2.     | 27 novembre 1981 | Philippine International, Manila | Terra rossa | Drew Gitlin    | Mike Bauer John Benson       | 4-6, 4-6  |
| 3.     | 9 ottobre 1983   | Torneo Godó, Barcellona          | Terra rossa | Erick Iskersky | Anders Järryd Hans Simonsson | 5-7, 3-6  |